# Callitriche transvolgensis
Callitriche transvolgensis är en grobladsväxtart som beskrevs av Tsvelev. Callitriche transvolgensis ingår i släktet lånkar, och familjen grobladsväxter. Inga underarter finns listade i Catalogue of Life.